# Хлоритит
Хлоритит (англ. chloritite; нім. Chloritit m) — мінерал, дитріоктаедричний хлорит з групи донбаситу.

## Опис
Хімічна формула: Mg2Al3[(OH)8AlSi3O10.
Містить у % (з Березовського родовища на Уралі): MgO — 14,25; Al2O3 — 37,49; H2O — 14,10; SiO2 — 31,17.
Домішки: FeO, Fe2O3, CaO.
Густина 2,68. Зустрічається в зальбандах кварцових жил на Донбасі, у Березовському золоторудному родовищі на Уралі та в складі осадових утворень в Японії й ФРН (В. А. Дріц, Є. К. Лазаренко, 1967).

## Різновиди
Розрізняють:
- α-хлоритит (те саме, що хлоритит).